# Ianthasaurus
Ianthasaurus foi um gênero de eupelicossauro da família Edaphosauridae. Foi descoberto em 1986, por Robert R. Reisz e David Bergman.

## Espécies
- Ianthasaurus hardesti Reisz & Berman, 1986